# Henry de Buys Roessingh

Stillleben mit Topfpflanzen; Öl auf Leinwand

Henry de Buys Roessingh (* 1. Dezember 1899 in Bremen; † 2. Juni 1954 in Estoril, Portugal) war ein deutscher Maler.

## Werke (Auswahl)
- Artischocke. Öl auf Pappe (1931, Kunsthalle Bremen)
- Beflaggte Straße. o. J. Dieses Gemälde wurde als „entartete Kunst“ aus der Kunsthalle Bremen beschlagnahmt
- Le bal. Öl auf Leinwand
- Stillleben mit Crevetten und blauem Krug. „oil on cardboard“
- Landschaft bei Etretat. Öl auf Papier
- Houseplants still life . Oil in canvas